# Смирнов, Маркс Иванович
Маркс Иванович Смирнов — советский хозяйственный, государственный и политический деятель.

## Биография
Родился в 1924 году в Ленинграде. Член КПСС.
Участник Великой Отечественной войны в составе 208-й отдельной роты связи 197-й штурмовой авиационной дивизии
В 1959—1965 — секретарь Ждановского районного комитета КПСС города Москвы.
В 1965—1971 — начальник Управления внешних сношений исполнительного комитета Московского городского Совета депутатов трудящихся.
В 1971—1975 — первый секретарь Волгоградского районного комитета КПСС города Москвы.
В 1980—1990 — советник Посольства СССР в Турции.
Умер в 2012 году в Москве.

## Награды
- Орден Отечественной войны II степени (06.05.1985)
- Орден Трудового Красного Знамени (09.09.1971)
- Орден Дружбы народов (09.10.1984)
- Орден Знак Почёта (11.03.1974, 20.05.1981)